# Ixy
Ixy（20世纪12月5日—），日本插畫家、前程式設計師。

## 作品一覽

### 小說插畫
- 邪神大沼系列（川岸毆魚著、GAGAGA文庫）
- 中二病GO!!（多作者合著、GANGAN Novels）
- ぼくこい（森橋ビンゴ著、角川Sneaker文庫）
- 奮鬥吧！系統工程師（夏海公司著、電撃文庫）
- （持田康之著、Nagomi文庫）
- （著、Megami文庫）
- CLANNAD Magic Hour（糸井賢一著、Nagomi文庫）

### 漫畫合輯
- K-ON！輕音部
  - 「K-ON！輕音部」漫畫合輯 みんなでうん☆たん
  - K-ON！輕音部 漫畫合輯 5

### 插畫
- 「春」（GANGAN ONLINE2010年2月18日）

## 脚注
1. 1 2  .   [2012-02-20]. （原始内容存档于2020-06-13）.

## 外部連結
- 作者個人網站ShiBoo! （页面存档备份，存于）
- Ixy的X（前Twitter）